# Sylvain Content
Sylvain Content (ur. 22 stycznia 1971) – maurytyjski piłkarz grający na pozycji obrońcy. W swojej karierze rozegrał 26 meczów w reprezentacji Mauritiusa.

## Kariera klubowa
W swojej karierze piłkarskiej Content grał w klubach Fire Brigade SC i Pamplemousses SC. Wraz z Fire Brigade wywalczył między innymi dwa mistrzostwa Mauritiusa w sezonach 1992/1993 i 1993/1994 oraz zdobył dwa Puchary Mauritiusa w latach 1994 i 1995.

## Kariera reprezentacyjna
W reprezentacji Mauritiusa Content zadebiutował 9 sierpnia 1992 roku w zremisowanym 2:2 towarzyskim meczu z Lesotho. Od 1992 do 2001 wystąpił w kadrze narodowej 26 razy.